# Farkasréti temető

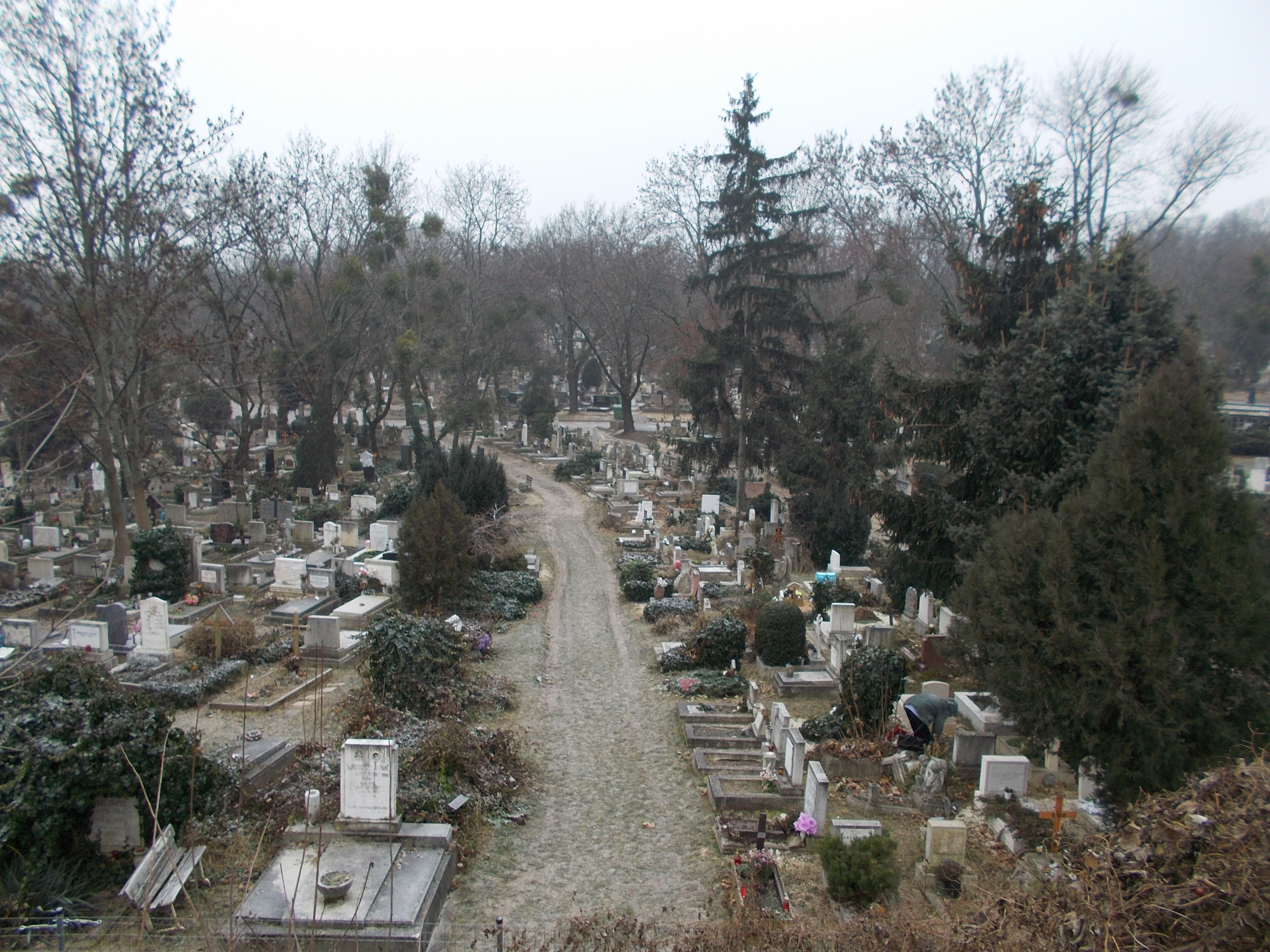
Sektor 20, Blick von Norden

Der Farkasréti temető (deutsch Friedhof Farkasrét) liegt im XII. Bezirk (Hegyvidék) der ungarischen Hauptstadt Budapest und ist einer der bedeutendsten Friedhöfe der Stadt. Der Friedhof wurde 1894 eröffnet. Die Aufbahrungshalle wurde 1975 von Imre Makovecz errichtet.

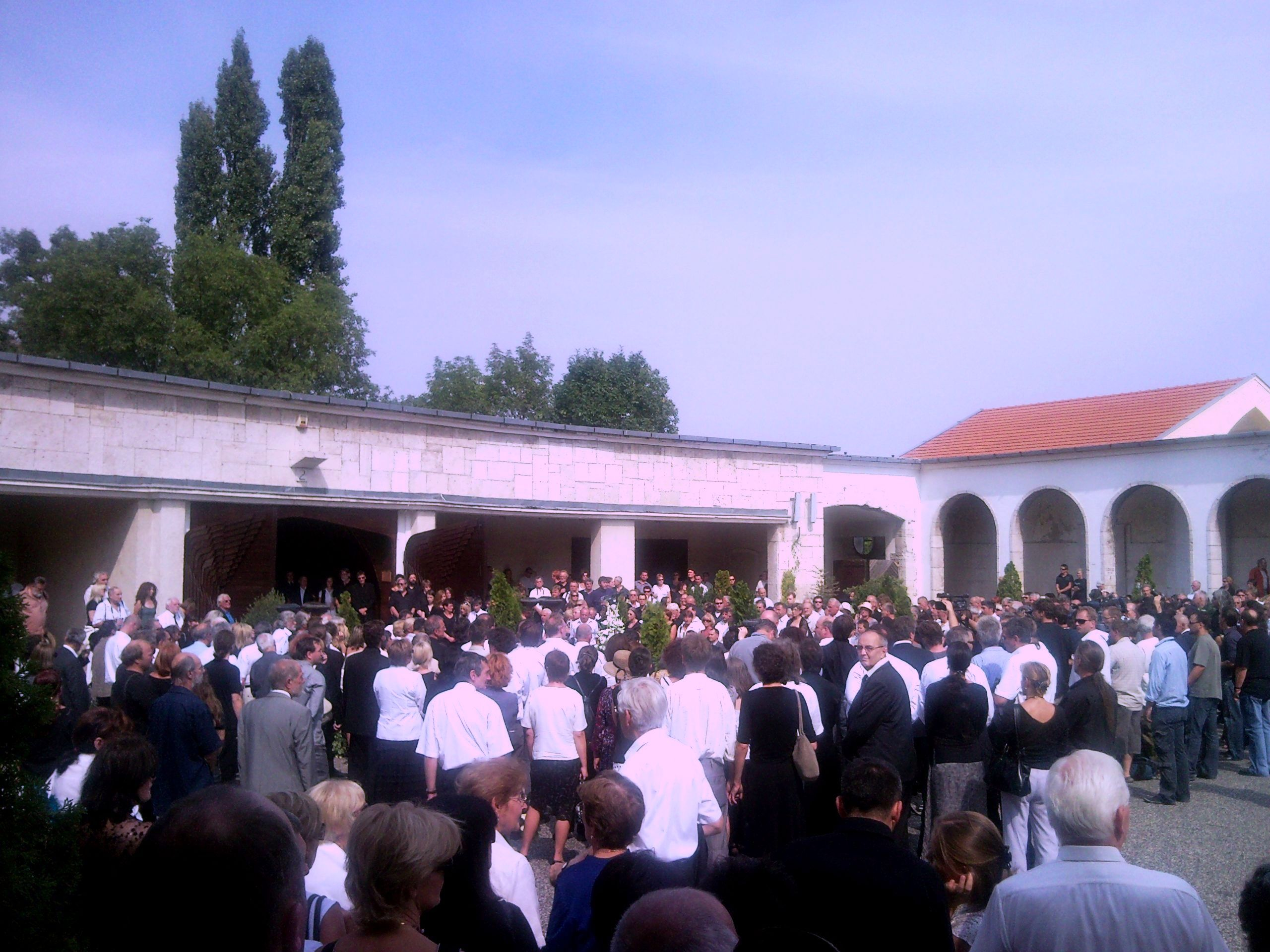
Trauerfeier

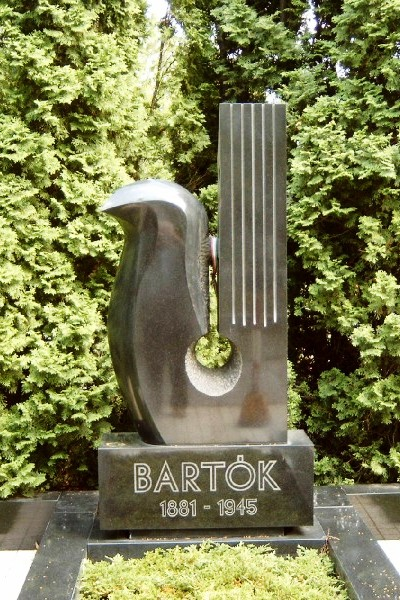
Grab von Béla Bartók

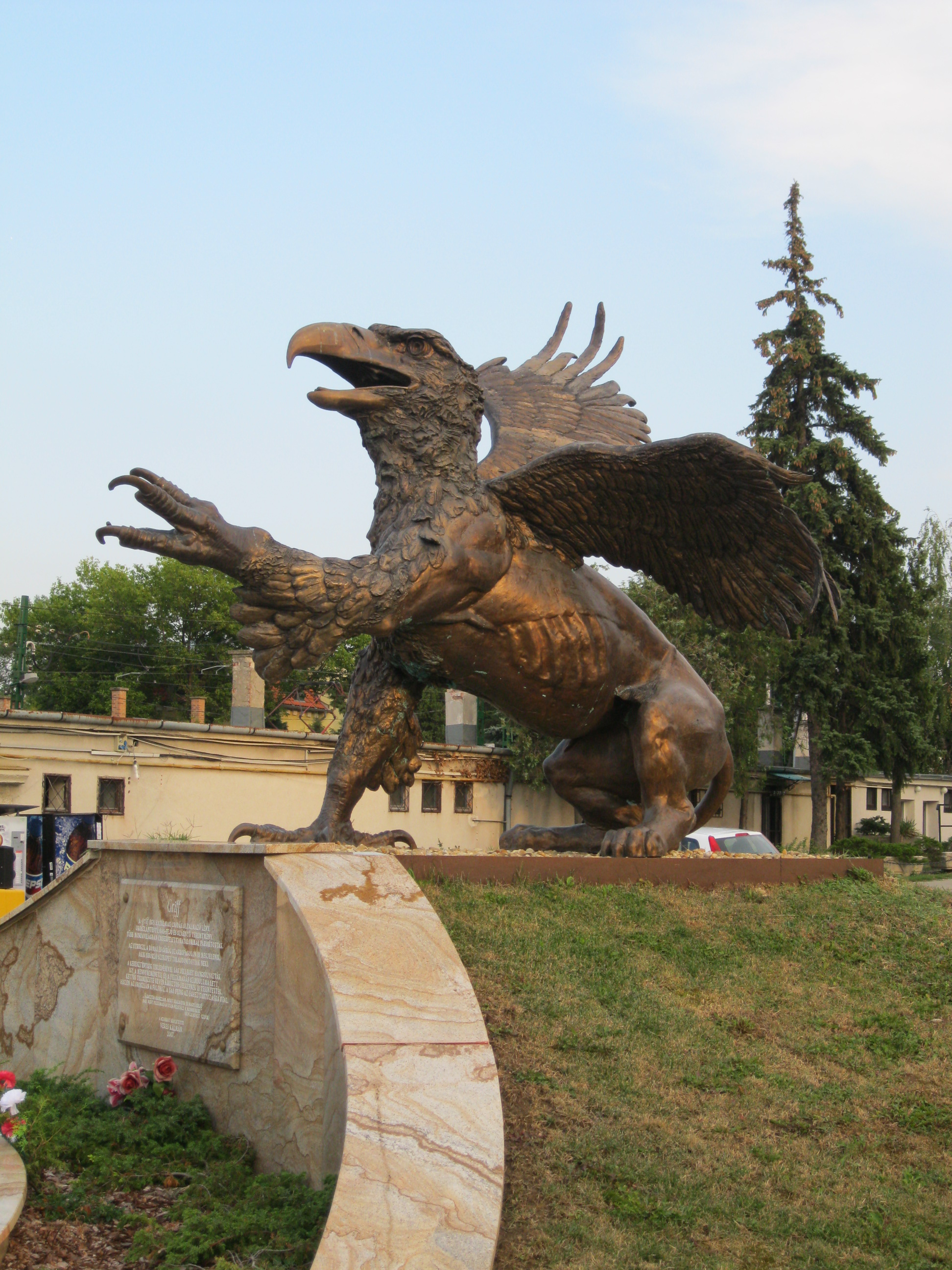
Skulptur

## Persönlichkeiten (Auswahl)
- Gábor Agárdi (1922–2006), Schauspieler
- Antal Apró (1913–1994), kommunistischer Politiker
- Béla Bartók (1881–1945), Komponist
- Róbert Berény (1887–1953), Maler
- Attila Bozay (1939–1999), Komponist
- József Bozsik (1925–1978), Fußballspieler (Mitglied der „Goldenen Elf“)
- László Csákányi (1921–1992), Schauspieler und Chansonnier
- Pál Csernai (1932–2013), Fußballspieler u. -trainer; als Trainer beim FC Bayern zweimal Deutscher Meister und Europapokalfinalist
- Tibor Déry, (1894–1977), Schriftsteller
- József Dobos (1847–1924), Erfinder der Dobostorte
- Ilona Elek (1907–1988), Fechterin (dreifache olympische Medaillengewinnerin)
- Zoltán Fábri (1917–1994), Regisseur
- Zsigmond Falk (1870–1935), Schriftsteller und Redakteur
- Annie Fischer (1914–1995), Pianistin
- Dezső Garas (1934–2011), Schauspieler
- Aladár Gerevich (1910–1991), Fechter (siebenfacher olympischer Goldmedaillengewinner)
- Ernö Gerö (1898–1980), kommunistischer Politiker
- József Háda (1911–1994), Fußballspieler
- Hanna Honthy (1893–1978), Schauspielerin
- Lisl Goldarbeiter (1909–1997), österreichische Schönheitskönigin
- Zsolt Harsányi (1887–1943), Schriftsteller und Theaterleiter
- András Hegedüs (1922–1999), kommunistischer Politiker
- Géza Hofi (1936–2002), Humorist
- Pál Jávor (1902–1959), Schauspieler
- Gyula Kabos (1887–1941), Schauspieler
- Margit Kaffka (1880–1918), Schriftstellerin und Dichterin
- Katalin Karády (1910–1990), Schauspielerin (berühmtester weiblicher Filmstar der 1940er Jahre in Ungarn)
- Zoltán Kodály (1882–1967), Komponist
- Károly Kővári (1912–1978), Wintersportler
- Imre Makovecz (1935–2011), Architekt
- Gizella Mollináry (1896–1978), Schriftstellerin
- István Örkény (1912–1979), Schriftsteller
- Imre Schlosser (1889–1959), Fußballspieler
- Georg Solti (1912–1997), Dirigent
- Magda Szabó (1917–2007), Schriftstellerin
- László Szendrey-Karper (1932–1991), Gitarrist
- Dezső Szentgyörgyi (1915–1971), Pilot und Offizier (mit 29 Abschüssen erfolgreichster Jagdflieger Ungarns im Zweiten Weltkrieg)
- György Szepesi (1922–2018), berühmter Sportkommentator („Zwölfter Spieler“ der „Goldenen Elf“)
- Gábor Sztehlo (1909–1974), lutherischer Geistlicher und als Retter von knapp 1600 Juden Gerechter unter den Völkern
- Zdenko Tamássy (1921–1987), Filmkomponist
- Ödön Tersztyánszky (1890–1929), Fechter
- Zoltán Tildy (1889–1961), Politiker
- Zoltán Várkonyi (1912–1979), Schauspieler, Filmregisseur und Hochschullehrer
- Jenő Vécsey (1909–1966), Komponist und Musikwissenschaftler
- József Zakariás (1924–1971), Fußballspieler (Mitglied der „Goldenen Elf“)